# Lord Mantis
Lord Mantis je američki blackened sludge metal sastav iz Chicaga.

## Povijest sastava
Sastav su 2005. osnovali bubnjar Bill Bumgardner i gitarist Greg Gomer. Nakon par godina i preseljenja u Chicago, pridružuje im se basist i pjevač Charlie Fell te objavljuju EP Period Face. Kasnije im se pridružuje i gitarist Andrew Markuszewski te godine 2009. objavljuju svoj prvi studijski album Spawning the Nephilim u karakterističnom stilu kojeg će kasnije slušatelji i kritičari prozvati "blackened sludgeom". Nakon par turneja, vraćaju se u studio te 2012. izdavačka kuća Candlelight Records objavljuju njihov drugi studijski album Pervertor. Idući album Death Mask s kontroverznim omotom koji je dizajnirao Jef Whitehead iz sastava Leviathan objavljuju 2014. godine. Nakon toga, dolazi do promjena u sastavu, odlaze Charlie Fell i gitarist Ken Sorceron a zamjenjuju ih dvojica članova sastava Indian koji se nedugo prije raspao, basist Will Lindsay i pjevač Dylan O’Toole koji je već gostovao na prethodna dva albuma. S novom postavom, 2016. objavljuju EP NTW, skraćeno od "Nice Teeth Whore". Dana 9. listopada 2016. Bill Bumgardner, bubnjar i jedan od osnivača preminuo je u 35. godini života. Nakon toga sastav prestaje s radom, no ponovno se okupljaju u listopadu 2018., te se vraćaju bivši članovi Fell i Sorceron. Snimaju svoj četvrti studijski album, nazvan Universal Death Church, te je objavljen 2019. godine.

## Članovi sastava
Trenutačna postava
- Charlie Fell - vokal, bas-gitara (2007. – 2014.), (2018.-)
- Andrew Markuszewski - gitara, prateći vokal (2008. – 2017., 2018.-)
- Ken Sorceron - gitara (2013. – 2014., 2018.-)
- Dylan O'Toole - vokal (2015. – 2017., 2018.-)
- Bryce Butler - bubnjevi (2019.-)

Bivši članovi
- Bill Bumgardner (preminuo) - bubnjevi (2005. – 2016.)
- Greg Gomer - gitara, prateći (2005. – 2012.)
- Alletta Ergun - bas-gitara (2016. – 2017.)
- Will Lindsay - bas-gitara (2015. – 2016.)
- Scott A. Shellhamer - gitara (2015. – 2016.)
- Dan Klein - bubnjevi (2018.)

## Diskografija
Studijski albumi
- Spawning the Nephilim (2009.)
- Pervertor (2012.)
- Death Mask (2014.)
- Universal Death Church (2019.)

EP-ovi
- Period Face (2008.)
- NTW (2016.)

## Vanjske poveznice
- Službena stranica  Arhivirana inačica izvorne stranice od 11. rujna 2016. (Wayback Machine)